# 니콜 리치
니콜 리치(영어: Nicole Richie, 본명: 니콜 카미유 에스코베도; 1981년 9월 21일 ~ )은 미국의 방송인이자 패션 디자이너, 작가, 가수, 배우이다.
그녀는 미국의 유명 소울 가수 라이오넬 리치의 입양된 딸이다. 미국 FOX의 인기 리얼리티쇼 《더 심플 라이프》에 출연해 이름을 알렸고, 미국 사교계의 명사 패리스 힐튼과 매우 친한 사이로 알려져있다.
2010년 2월 가수의 조엘 메이든과 약혼을 했으며, 같은 해 12월 11일 결혼식을 올렸다. 현재 두 사람 사이에는 딸 "할로우 윈터 케이트 메이든"(2008년 출생), "스패로우 제임스 미드나잇 메이든"(2009년 출생) 2명의 아이가 있다.

## 출연 작품
| 영화        | 영화                                               | 영화                      | 영화                  |
| 연도        | 영화 제목                                          | 역할                      | 비고                  |
| ----------- | -------------------------------------------------- | ------------------------- | --------------------- |
| 2005        | 키즈 인 아메리카                                   | 켈리 스탭포드 역          |                       |
| 2008        | 패리스, 낫 프랑스                                  | 본인 역                   | 다큐멘터리 영화       |
| 2009        | 잭 에프론의 풀 파티                                | 본인 역                   | Funny or Die Video    |
| 2010        | An Evening of Stars: Tribute to Lionel Richie (TV) | 본인 역                   | 텔레비전 영화         |
| 텔레비전    |                                                    |                           |                       |
| 연도        | 제목                                               | 역할                      | 비고                  |
| 2003–2007   | 더 심플 라이프                                     | 본인 역                   | 에피소드 56, 프로듀서 |
| 2004        | 이브                                               | 카렌 역                   | 에피소드 1            |
| 2004        | 록 미 베이비                                       | 아멘다 역                 | 에피소드 1            |
| 2004        | 아메리칸 드림즈                                    | 브렌다 리드 역            | 에피소드 1            |
| 2005        | 8 심플 룰스                                        | 애슐리 역                 | 에피소드 1            |
| 2008–2010   | 척                                                 | 헤더 챈들러 역            | 에피소드 2            |
| 2010        | 프로젝트 런웨이                                    | 본인 역 (게스트 심사위원) | 에피소드 2            |
| 2012        | 패션 스타                                          | 본인 역                   | 멘토                  |
| 뮤직 비디오 |                                                    |                           |                       |
| 연도        | 곡 제목                                            | 아티스트                  | 비고                  |
| 1992        | "Love, Oh Love"                                    | 라이오넬 리치             | 아역                  |
| 1998        | "So Into You"                                      | 타미아                    | 타미아의 친구 역      |
| 2006        | "I Call It Love"                                   | 라이오넬 리치             |                       |